# مهند الشهري
مهند محمد فايز الشهري (17أغسطس 1979 - 11 سبتمبر 2001) سعودي وأحد خمسة خطفوا طائرة يونايتد ايرلاينز الرحلة 175 كجزء من هجمات 11 سبتمبر .
غادر الشهري منزله للقتال في الشيشان في عام 2000 ، ولكن ربما جرى تحويله إلى معسكرات تدريب القاعدة في أفغانستان في عند اختياره للمشاركة في هجمات ضد أمريكا. وقد حصل على تأشيرة طالب في الولايات المتحدة في أكتوبر تشرين الأول 2000.
وصل الشهري الولايات المتحدة في مايو 2001. وفي 11 سبتمبر 2001، استقل الشهري طائرة يونايتد ايرلاينز الرحلة 175 وساعدت في خطفها بحيث صُدمت في البرج الجنوبي لمركز التجارة العالمي.